# Frayssinet-le-Gélat
Frayssinet-le-Gélat is een gemeente in het Franse departement Lot (regio Occitanie) en telt 385 inwoners (1999). De plaats maakt deel uit van het arrondissement Cahors.

## Geografie
De oppervlakte van Frayssinet-le-Gélat bedraagt 22,9 km², de bevolkingsdichtheid is 16,8 inwoners per km².

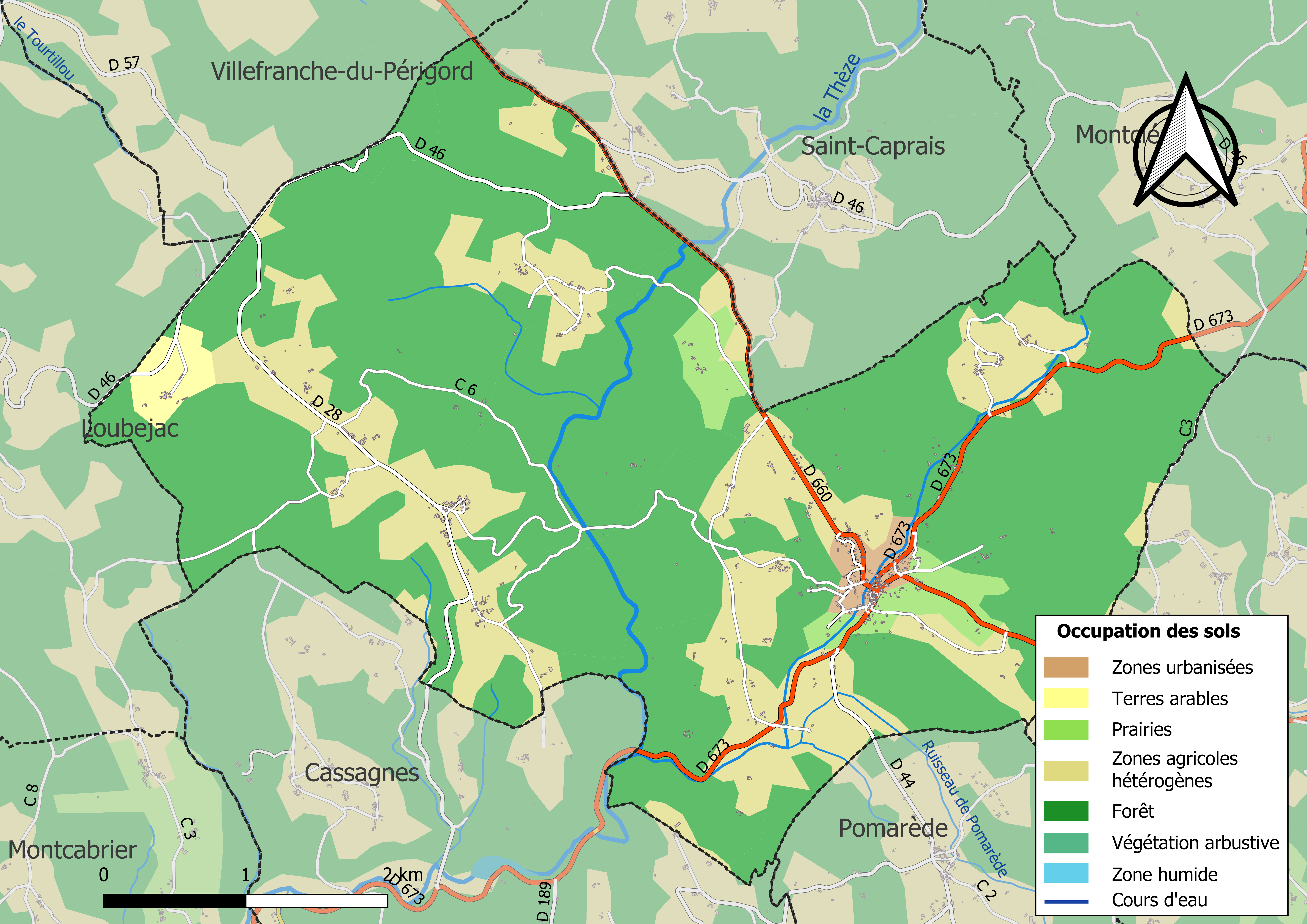
Kaart van de gemeente met de belangrijkste infrastructuur, bodemgebruik en omliggende gemeenten

## Demografie
Onderstaande figuur toont het verloop van het inwonertal (bron: INSEE-tellingen).